# Смулевич, Болеслав Яковлевич
Болеслав (Борис) Яковлевич Смулевич (при рождении Боас Яковлевич Шмулевич; 1 апреля 1894, Влоцлавек, Варшавская губерния — 18 декабря 1981, Москва) — советский врач, статистик, демограф, преподаватель и философ.

## Биография
Родился в 1894 году во Влоцлавеке, в семье Якова Шмулевича (1866—?) и Файги (Фелиции) Кирштейн (1866—1938), заключивших брак в 1888 году в Плоцке. В детские годы переехал к деду в Плоцк, где и окончил гимназию.
В 1915 году поступил на медицинский факультет Варшавского университета. С 1915 года состоял членом Социал-демократии Королевства Польского и Литвы. За революционную деятельность был арестован немецкими оккупационными властями и в 1916—1917 годах содержался в концентрационном лагере в Хавельсберге. В 1918 году был отчислен из Варшавского университета, в том же году поступил на медицинский факультет Венского университета, который окончил в 1922 году, а спустя год окончил Социально-гигиеническую академию в Берлине.
В 1923 году был приглашён работать в СССР и после переезда начал заниматься преподавательской деятельностью. В БелГУ работал преподавателем на медицинском факультете. Преподавал он социальную гигиену, одновременно с этим являлся членом коллегии Наркомздрава БССР и ЦСУ БССР. В 1928 году переехал в Москву и в течение 5 лет являлся членом коллегии ЦУНХУ Госплана СССР, затем занимался научной деятельностью, изучая вопросы демографии и медицинской социологии.
10 марта 1938 года был арестован НКВД по ложному доносу, а  уже 8 июня осужден Особым совещанием по ст. 58-6 УК РСФСР на 8 лет исправительно-трудовых лагерей. Наказание отбывал сначала на Лубянке, затем в Таганской и Бутырской тюрьмах, в августе 1938 года был этапирован в Локчимский ИТЛ в Коми АССР. В 1940 году переведен в Устьвымский ИТЛ. В марте 1943 был освобожден и оставлен в лагере вольнонаемным. Работал врачом и продолжал научную работу, подготовил рукопись книги «Расовая теория фашизма и задачи её искоренения». Обожал ездить на лошадях верхом, однажды, находясь в лагерях, лошадь упала и придавила его, а сам он падая, сломал ногу и нога стала короче. Домой вернулся хромым. 
В 1946 году судимость со Смулевича был снята (реабилитирован в 1956), и он вернулся в Москву и устроился на работу в Институт организации здравоохранения и истории медицины имени Н. А. Семашко, где он проработал вплоть до 1949 года. В начале 1950-х годов он работал в ЦИУВе в должности ассистента кафедры организации здравоохранения, но из-за Дела врачей в 1952 году был уволен из-за отсутствия медицинского образования. В 1953 году возвратился в Институт имени Н. А. Семашко, где работал вплоть до 1963 года, после чего вышел на пенсию, но продолжил научную деятельность вплоть до своей смерти.
Б. Я. Смулевич был делегатом СССР на ряде международных конгрессов по демографии и статистике; с 1932 г.— член-корр. Итальянского комитета по изучению проблем народонаселения; с 1962 г. — член комитета социологии медицины Международной социологической ассоциации; с 1969 г.— почетным членом Общества социальной гигиены ГДР.
Скончался Болеслав Смулевич 18 декабря 1981 года, похоронен на Рогожском кладбище.

## Личная жизнь
Болеслав Смулевич был женат на враче-психиатре, кандидате медицинских наук Каролине Иосифовне Герман-Смулевич (1897—1971). В этом браке у них родился сын Анатолий Смулевич, врач-психиатр и психофармаколог, доктор медицинских наук, профессор, академик РАМН, заведующий отделом НЦПЗ РАМН.

## Научная деятельность
Вместе с Н. А. Семашко и другими советскими учеными Б. Я. Смулевич в 20—30-е годы успешно работал над проблемами социальной медицины. В своих работах он подверг критическому анализу политику капиталистических государств и их теоретические концепции в области здравоохранения и демографии. С позиций марксистско-ленинского анализа он дал оценку демографическим проблемам, сформулированным идеологами капиталистического общества в их теориях неомальтузианского толка, оптимума населения и социал-дарвинизма, зародившегося еще в период научной деятельности Геккеля. Рассматривая эти теории, Б. Я. Смулевич подчеркивал ошибочность взглядов буржуазных теоретиков, односторонний метафизический подход к изучаемым проблемам и их реакционную сущность.
Наиболее ярко основные социологические идеи Б. Я. Смулевича отражены в его капитальном труде «Критика буржуазных теорий и политики народонаселения» (1959). Он оценивал общие закономерности решения проблем здравоохранения в капиталистических странах, как заблуждения западных социал-гигиенистов, и писал по этому поводу: «В попытках доказать, что проблемы населения и здравоохранения разрешимы путем реформ в рамках капитализма, единым фронтом выступают буржуазные социал-гигиенисты, демографы, экономисты, социологи, психологи. Для-большинства современных социал-гигиенистов характерно то, что они пытаются рассмотреть в аспекте физического и особенно психического здоровья такие социальные проблемы, как „личность и общество“, „государство и индивидуум“, „человеческие отношения“ и т. п.» Б. Я. Смулевич выражал несогласие с идеалистическими взглядами буржуазных идеологов, таких как Р. Занд, Е. Герфельд, А. Бодрк, К. Уинслоу и других, которые связывали здоровье народа не с изменениями социальной среды, а с адаптацией к ней. Он остро критиковал тех, кто рассматривал проблемы здоровья с позиций биологизации социальных явлений. Изучая взгляды буржуазного теоретика Яго Гладстона, Б. Я. Смулевич отмечал: «Явно биологизируя социальные явления, Гладстон пишет, что „эпидемиология здоровья“ охватывает также такие явления, как „брак, плодовитость, развод, преступность, самоубийства, промышленную производительность и промышленный абсентизм“, так как „это также критерии здоровья, благополучия, развития“».
Он считал, что проблемы, вызванные социальной несправедливостью, присущей социально-экономической формации капитализма, подменяются у этих теоретиков биологическими закономерностями, проблемами «цивилизации», оставляя в стороне эксплуатацию и отсутствие должной заботы о трудящихся, которые, по его мнению, сильнее воздействуют на здоровье, чем научно-технический прогресс. Б. Я. Смулевич, с позиций диалектического и исторического материализма, являющегося идеологией его времени, обозначил черты капиталистического общества, отрицательно влияющие на здоровье людей.

## Научные работы
Болеслав Смулевич — автор свыше 300 научных работ.

## Избранные сочинения
- Смулевич Б. Я. «Заболеваемость и смертность населения городов и местечек БССР», 1928.
- Смулевич Б. Я. «Буржуазные теории населения в свете марксистско-ленинской критики», 1936.
- Смулевич Б. Я. «Расовая теория фашизма и задачи её искоренения», 1945.
- Смулевич Б. Я. «Критика буржуазных теорий и политики народонаселения», 1959.
- Смулевич Б. Я. «Критика буржуазной социальной гигиены и медицинской социологии», 1960.
- Смулевич Б. Я. «Народное здоровье и социология», 1965.
- Смулевич Б. Я. «Критика буржуазных медико-социологических концепций», 1973.

## Награды и премии
- Премия имени Н.А.Семашко